# Plaza Ochavada (Archidona)
La plaza Ochavada de Archidona (provincia de Málaga, España) es una plaza de estilo barroco construida hacia 1786. Se trata de una de las principales actuaciones del urbanismo barroco andaluz.
En el lugar donde hoy se encuentra la plaza existía una zona insalubre que provocaba problemas higiénicos a la ciudad, motivo por el cual se proyectó la construcción de la plaza. El proyecto fue encargado a los alarifes Antonio González Sevillano y Francisco Astorga Frías, que diseñaron una planta octogonal y una decoración diferente para cada una de sus ocho fachadas.
La plaza pronto se convirtió en el centro administrativo de la villa, donde se instaló el Ayuntamiento y se celebraron corridas de toros. El proyecto se completó con el trazado de la calle Salazar, que unía la plaza Ochavada con el convento de Santo Domingo. En 2010 se decidió recuperar la celebración de espectáculos taurinos en la plaza.